# Portugisiska Indien
Portugisiska Indien (portugisiska: Índia Portuguesa) eller Staten Indien (portugisiska: Índia Portuguesa) alternativt Portugisiska staten Indien (portugisiska: Estado Português da Índia) var summan av Portugals besittningar i Indien. Sjöfararen Vasco da Gama kallades år 1497 till kungens palats i Montemor-o-Novo, där han ombads avlägga trohetsed till den portugisiska kronan, och efter avlagd ed handelsmonopol på Indien, och kungen sände ut Vasco da Gama på ytterligare en resa till Indien.

## 1500-talet
Under 1500-talet fungerade den portugisiske kungens planer väl, eftersom Portugal hade tillgång till moderna örlogsfartyg och vapen, samtidigt som de orientaliska stater som tidigare handlat med Indien var oförberedda på fientligheter. Under detta sekel hade man heller inte konkurrens i Asien av Europas ledande makt Spanien, som då var fullt upptaget med Amerika.
Något östindiskt kompani upprättades inte i Portugal, måhända eftersom Portugal var första europeiska makt i Indien. Man upprättade däremot en rad handelsposter och mindre besittningar, företrädesvis på den indiska västkusten, exempelvis i Goa.
Åren 1505–1896 regerade vicekungen av Portugisiska Indien, som hade sitt residens i Goa, över de portugisiska besittningarna i Afrika och Asien.

## Kamp om den indiska handeln
Sedan Vasco da Gama 1498 upptäckt sjövägen till Indien, utsändes dit en ny portugisisk expedition (1500) under Pedro Alvarez Cabral, som grundade faktorier i Calicut och Cochin, och på sin andra expedition (1502) bekrigade Vasco da Gama i förbund med ett par indiska furstar, bland andra härskaren i Calicut. 
De portugisiska planerna på att slå under sig hela den indiska handeln med västerlandet ledde under vicekungen Francisco de Almeida till häftiga strider med den av portugisernas konkurrenter venetianerna uppeggade egyptiske sultanen och hans bundsförvant fursten av Calicut. Almeidas efterträdare Afonso de Albuquerque (1509-15) erövrade 1510 Goa och strävade målmedvetet att grundlägga ett stort portugisiskt välde i Indien, som skulle beröva muslimerna väldet över de där ledande handelsvägarna.

## Farliga konkurrenter
I handeln på Indien fick portugiserna från 1600-talets början farliga konkurrenter, dels i holländarna, som 1602 stiftade ett ostindiskt kompani, dels i det 1600 stiftade engelska Ostindiska kompaniet, vilka till en början bägge lade huvudvikten på handelsförbindelser med "kryddöarna" i Bortre Indien. Holländarna fråntog emellertid portugiserna även deras faktorier på Ceylon (1658) och på Malabarkusten (1664) samt anlade 1656 ett viktigt faktori i Chinsura vid Gangesmynningen. Deras syften var uteslutande kommersiella; den sista nederländska besittningen på Indiens fastland var Chinsura som 1824 definitivt blev en engelsk besittning. Ostindiska kompanier grundades även av flera andra nationer. Av betydelse på Indiens fastland blev endast det franska och det engelska kompaniet; utgången av rivaliteten mellan dem blev bestämmande för Indiens öde.

## Ytterligare konkurrens
Då engelsmännen genom massakern i Amboina (1623) av holländarna fördrevs från Moluckerna, förlade de sin handel i dessa trakter helt till det egentliga Indien, där de sedan 1612 innehade ett faktori i Surat, Mogulrikets förnämsta hamn. Besittningen säkrades genom en sjöseger över portugiserna vid Swally (1615). Bombay avträddes till Karl II som en del av hans hemgift med hans portugisiska drottning 1661 och staden såldes av honom till kompaniet 1668.

## Rovdrift
Albuquerques efterträdare som vicekonungar eller guvernörer frångick hans statskloka och välvilliga politik mot infödingarna samt drev dem genom grymhet till förtvivlade resningar, som understöddes av oberoende infödda furstar. Under 1500-talets senare hälft försvagades den portugisiska makten i Indien alltmer, och Portugals införlivning med Spanien (1580-1640) gav dödsstöten åt dess välde i östern. Sedermera återstod av dess indiska besittningar endast Goa, Daman och Diu på västkusten.

## Historia i årtal - Portugisiska Indien
- 1500–1663 Cochin
- 1502–1663 Cannanore
- 1502–1661 Quilon
- 1510 Portugal ockuperar Goa.
- 1535-1739 Baçaim (Bassein)
- 1535 Diu
- 1536–1662 Cranganore
- 1559 Damão (Daman) förvärvas
- 1779 Dadra, Nagar och Haveli förvärvas
- 1802-1813 De portugisiska besittningarna ockuperas av Storbritannien
- 1946 Områdena i Indien blir provinser i moderlandet Portugal
- 1954 Dadra  och senare  Nagar och Haveli ockuperas av nationalistiska indier
- 1961 Goa, Daman och Diu besätts av indiska armén
- 1962 Indien annekterar de portugisiska områdena
- 1974 Portugal erkänner legitimiteten i Indiens annekteringar